# Refused
Refused (prononcé : [ɹɪˈfjuːzd]) est un groupe de punk rock suédois, originaire d'Umeå. Du temps de son activité, Refused tenait une place éminente sur la prolifique scène du hardcore scandinave, connus pour leur ligne de conduite socialiste révolutionnaire straight edge et militante, et leur combat en faveur des droits des animaux. Leur carrière est consacrée à la lutte contre les oppressions de toute nature, au travers de leurs paroles, leurs interviews et de leurs concerts intenses.

## Biographie

### Débuts (1991–1998)
Refused est formé au début de 1991 autour du chanteur Dennis Lyxzén, des guitaristes Jon Brännström et Kristofer Steen, du bassiste Magnus Höggren et du batteur David Sandström.
Les cinq font leurs débuts avec l'EP This Is the New Deal, avant de sortir l'album This Might Just Be...the Truth plus tard la même année. L'EP Everlasting suivit en 1994, puis Refused Loves Randy en 1995, avant leur second album Songs to Fan the Flames of Discontent (1996).
Dans le courant de la sortie de The Shape of Punk to Come, leur troisième album (1998), Refused annonce sa séparation, incapable de concilier la ligne de pensée anarchiste du groupe et une carrière musicale[à vérifier]. Leur dernier concert aura lieu à Harrisonburg près de Washington (États-Unis) et sera stoppé par la police au beau milieu de la troisième chanson.

### Après séparation (1999–2011)
Depuis leur séparation, les anciens membres de Refused ont rejoint de nouveaux groupes, comme Dennis Lyxzén, devenu chanteur de The (International) Noise Conspiracy et de AC4,. Lyxzén officie également aux côtés de Sir Bob Cornelius Rifo (The Bloody Beetroots) sous l'étendard Church Of Noise.

### Réunion (2012, depuis 2014)
Le 9 janvier 2012, le groupe annonce sa reformation à l'occasion du festival Coachella en Californie. S'ensuivra une tournée dans les plus grands festivals (le Sonisphere Festival en Angleterre, le Hellfest et les Eurockéennes de Belfort en France). Cependant, d'après un communiqué du groupe le 19 juillet 2012, il est probable que cette réunion ne soit qu'exceptionnelle, le groupe n'estimant pas avoir la force nécessaire pour continuer à faire des tournées. En août 2012, ils annoncent de nouveau leur séparation.
En 2014, le groupe se réunit. Le 31 octobre 2014, le guitariste Jon Brännström annonce via le compte Facebook du groupe qu'il a été renvoyé, sans explication ni même discussion avec les autres membres. Le lendemain, toujours sur Facebook, le reste du groupe explique, en réponse au message de Jon, que ce dernier ne partageait pas autant sa passion pour le groupe qu'eux, et être surpris de son message tardif, l'éviction ayant eu lieu en 2013.
Le 27 avril 2015, Refused annonce un quatrième album, Freedom, en juin 2015 au label Epitaph Records. Il sera produit par Nick Launay. La chanson Elektra est annoncée comme premier single de l'album.

### Servants of Death, Cyberpunk 2077 et War Music (2018-présent)
En mai 2018, le groupe a sorti l'EP Servants of Death qui contenait une nouvelle chanson, une face B et quatre chansons live. Il est initialement sorti en vinyle en 2016 dans le cadre du Record Store Day,.
Le 2 juillet 2019, il a été annoncé que Refused s'associerait avec le développeur de jeux vidéo CD Projekt Red, créant et enregistrant les musiques originales pour Cyberpunk 2077. Les membres de Refused ont fourni la musique d'un groupe fictif SAMURAI, dont le chanteur et guitariste Johnny Silverhand a été interprété par Keanu Reeves, tandis que Lyxzén a assuré la voix chantée du rockerboy. L'annonce a été faite parallèlement à la sortie de Chippin' In sur les services de streaming, le premier single à être révélé pour le projet. Le 23 août 2019, une nouvelle chanson intitulée Never Fade Away est sortie.
Le 2 août 2019, le groupe a sorti Blood Red de leur prochain album War Music.
L'EP Malignant Fire est sorti le 20 novembre 2020.

## Membres

### Membres actuels
- Dennis Lyxzén - chant
- David Sandström - batterie, guitare
- Kristofer Steen - guitare, batterie, basse
- Magnus Flagge (auparavant Björklund) - basse

### Anciens membres
- Jon Brännström - chant, guitare (1995-1998, 2012)
- Jonas Eriksson - basse
- Pär Hansson - guitare (1991-1994)
- Magnus Höggren - basse (1996-1997)
- Henrik Jansson - guitare (1992-?)
- Anders Johansson - basse (occasionnel)
- Jonas Lindgren - basse (1991)
- Ulf Nyberg - basse (1997-1998)
- Jesper Sundberg - basse (1994)

## Vidéographie
- The Shape of Punk to Come DVD-Audio version (2004)
- Refused Are Fucking Dead (2006)